# Strangers in the Night
〈Strangers in the Night〉는 이보 로빅, 베르트 켐페르트 작곡에 찰스 싱글턴, 에디 스나이더가 작사한 노래다. 원래 영화 《죽을지도 모르는 남자》의 사운드트랙 중 한 곡으로 만들어졌으며, 켐페르트는 "베디 바이(Beddy Bye)"라는 예명으로 작곡했다. 1966년, 프랭크 시나트라가 불러 몹시 유명해졌다. 본시 멜리나 메르쿠리가 부르기를 청탁받았지만, 곡에는 남자 목소리가 더 어울릴 것 같다고 고사했다.
시나트라 버전은 빌보드 핫 100과 이지 리스닝 차트 1위에 달했다. 1966년 정규앨범 《Strangers in the Night》의 타이틀 곡으로도 수록되었는데, 이 앨범은 시나트라 경력상 가장 성공한 앨범이다. 싱글 쪽은 영국 싱글 차트에서도 1위였다. 또한 이 곡으로 1967년 그래미상에서 시나트라는 그래미 최우수 남성 보컬 퍼포먼스상, 그래미 올해의 레코드상을, 어니 프리먼은 그래미 최우수 편곡상을 탔다.